# Alexander Abramowitsch Kabakow

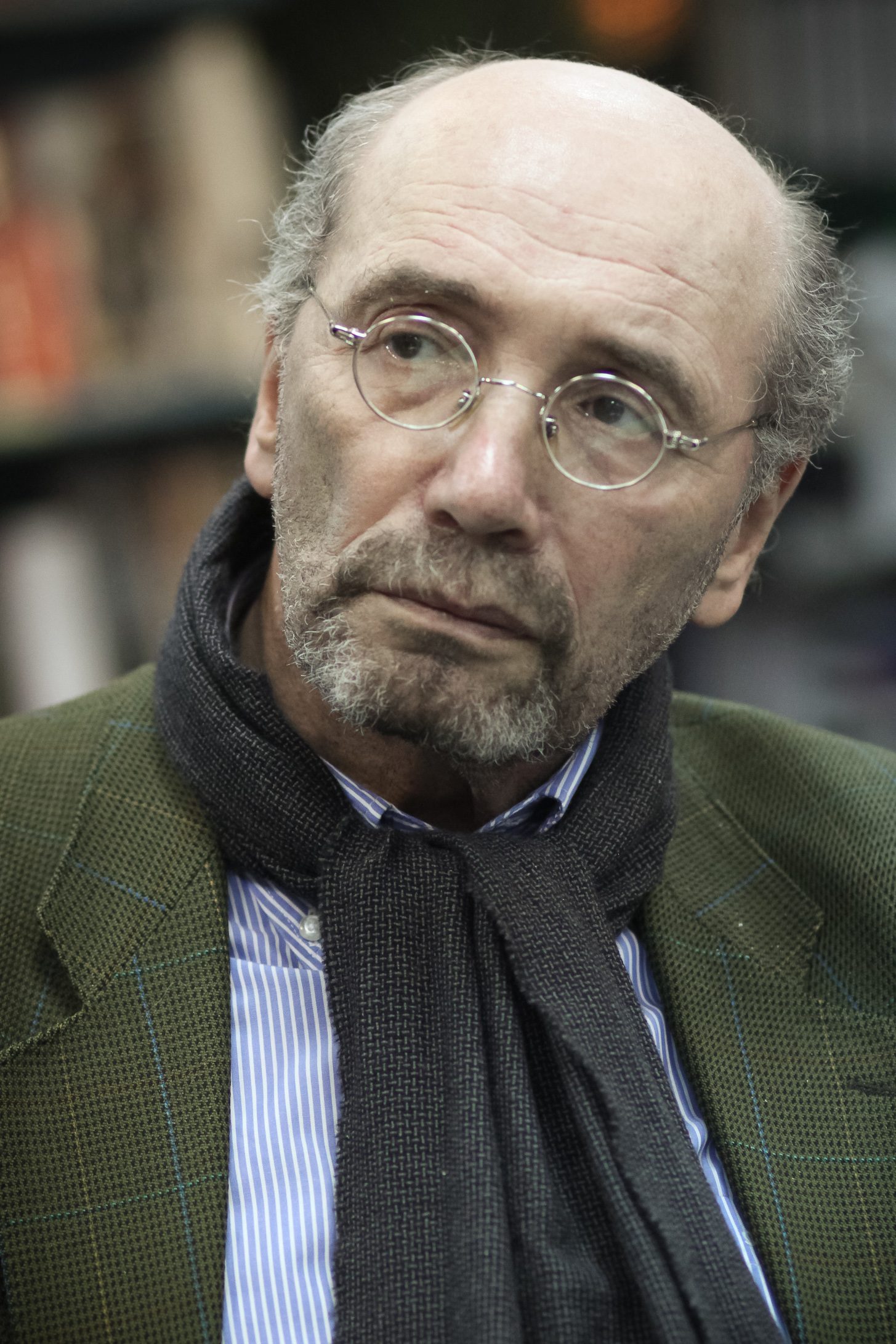
Alexander Kabakow (2011)

Alexander Abramowitsch Kabakow (russisch Александр Абрамович Кабаков; * 22. Oktober 1943 in Nowosibirsk; † 18. April 2020 in Moskau) war ein russischer Schriftsteller und Journalist.

## Biographie
Er wurde am 22. Oktober 1943 in Nowosibirsk geboren, wohin seine Familie während des Zweiten Weltkriegs evakuiert worden war. Er studierte Mechanik und Mathematik in Dnepropetrovsk und arbeitete nach seinem Abschluss in einer Raketenfabrik. Zufällig landete er bei der Zeitschrift Gudok der Eisenbahnindustrie, wo er länger als ein Jahrzehnt beschäftigt war. Außerdem arbeitete er bei den Moskowskije Nowosti und dem Kommersant. Abgesehen von Humoresken, die veröffentlicht wurden, schrieb er in der Sowjetzeit Prosa vor allem für die Schublade.
Alexander Kabakow starb am 18. April 2020 in Moskau nach langer Krankheit.

## Kein Zurück
Ziemlich bekannt wurde er während der Perestroika-Periode durch seinen dystopischen Kurzroman Kein Zurück (russisch Невозвращенец Njewoswrastschenjez, 1990), der in eine ganze Reihe von Sprachen übersetzt und von Sergei Sneschkin recht frei verfilmt wurde. Die deutsche Übersetzung stammt von Olaf Kühl. Im Buch findet sich der Satz: „… man kommt nicht über die Moskwa – weil Panzer auf den Brücken stehen.“ Damit beschrieb Kabakow bereits 1990 die Putsch-Atmosphäre von Moskau von 1991. Der Film wurde dem Publikum ausgerechnet am Abend des Ausklangs des Putsches vorgestellt.

### Handlung
Der Roman spielt in der nahen Zukunft, in der ein nationalistischer General die Macht ausübt und eine „große Gleichschaltung“ durchgeführt wird. Der 50-jährige Ich-Erzähler Jurij Iljitsch bewegt sich im Verlaufe einer Nacht durch ein teils real, teils absurd geschildertes Bürgerkriegsszenario in Moskau, zeitweise in Begleitung einer Frau, die er zufällig getroffen hat. Eingeschoben werden informelle Treffen mit Agenten, die sich als Angehörige einer Redaktion bezeichnen und für die der Ich-Erzähler Berichte schreiben soll. Am Ende kann er sich ihnen aber entziehen und schwört sich: „Kein Zurück in frühere Zeiten“.

## Auswahl weiterer Werke und Preise
Auf Deutsch sind auch Schlag auf Schlag (Ullstein-Verlag, 1991, Übersetzung: Ute Spengler) und der Band mit ineinander verwobenen Erzählungen Moskauer Märchen (russisch Московские сказки Moskowskije skaski, 2005, Übersetzung: Hannelore Umbreit) publiziert worden. Für letzteren wurde Kabakow mit dem Preis „Prosa des Jahres“, vergeben von einer Jury aus Verlegern und Journalisten auf der Moskauer Buchmesse 2005, und dem Iwan-Bunin-Preis 2006 ausgezeichnet.
Noch mehrere weitere Werke Kabakows waren preiswürdig, so Alles ist reparabel (Все поправимо Wsje porawimo, 2003), welches den zweiten Jury-Preis des Preises Das große Buch (Большая книга Bolschaja kniga) erhielt sowie 2004 den Apollon-Grigorjew-Preis. Mit Jewgeni Popow schrieb er ein Buch mit Erinnerungen an den Schriftsteller Wassili Aksjonow, das auf die Shortlist 2012 des Preises Das große Buch gelangte.
In einem Interview drückte Kabakow 1996 seine Bewunderung aus für Schriftsteller wie Georgi Wladimow, Juri Trifonow, Sergei Dowlatow, Asar Eppel, Waleri Popow und Ljudmila Ulizkaja.